# Samaritánská výslovnost hebrejštiny
Samaritánská výslovnost hebrejštiny je unikátní mezi ostatními způsoby výslovnosti hebrejštiny. Od běžné hebrejštiny se liší v následujících bodech:
- Naprosté vymizení vyslovování chet a na většině míst i ajin
- Vav se vyslovuje jako b
- Vokál chirek se často vyslovuje jako ševa (které se ale samo o sobě v samaritánské výslovnosti nevyskytuje.
- Pokud vav slouží jako mater lectionis pro o nebo u, tato výslovnost je různá (např. sus (kůň) v biblické hebrejštině je sos v samaritánské; šemo (jeho jméno) v biblické hebrejštině se v samaritánské vysloví jako semu apod.).
- Samaritánská výslovnost nezná dageš lene (slabé dageš), hlásky בגדכפת vyslovuje pouze raženě, dageš forte (silné dageš) se vyslovuje zdvojením.

## Konsonanty
| Samaritánská výslovnost hebrejštiny po najetí kurzorem na znak IPA se objeví jeho definice, po kliknutí na ikonku reproduktoru jeho zvuková ukázka |                          |       |                                 |
| Hebrejské písmeno | Přepis a výslovnost v ČJ | IPA   | Zvuková ukázka                  |
| א | ráz                      | ʔ     | Zvuková ukázka                  |
| בּ | b                        | b     | Zvuková ukázka                  |
| ב | b                        | b     | Zvuková ukázka                  |
| גּ | g                        | g     | Zvuková ukázka                  |
| ג | g                        | g     | Zvuková ukázka                  |
| דּ | d                        | d     | Zvuková ukázka                  |
| ד | d                        | d     | Zvuková ukázka                  |
| ה | není                     | není  |                                 |
| ו | b, v                     | b, w  | Zvuková ukázka · Zvuková ukázka |
| ז | z                        | z     | Zvuková ukázka                  |
| ח | není                     | není  |                                 |
| ט | t                        | t̴     | audio chybí                     |
| י | j                        | j     | Zvuková ukázka                  |
| כּ | k                        | k     | Zvuková ukázka                  |
| כ | k                        | k     | Zvuková ukázka                  |
| ל | l                        | l     | Zvuková ukázka                  |
| מ | m                        | m     | Zvuková ukázka                  |
| נ | n                        | n     | Zvuková ukázka                  |
| ס | s                        | sʕ, s | Zvuková ukázka                  |
| ע | není                     | není  |                                 |
| פּ | b, f                     | b, f  | Zvuková ukázka · Zvuková ukázka |
| פ | b, f                     | b, f  | Zvuková ukázka · Zvuková ukázka |
| צ | s                        | sʕ, s | Zvuková ukázka                  |
| ק | k, q                     | q     | Zvuková ukázka                  |
| ר | r                        | r     | Zvuková ukázka                  |
| שׂ | š                        | ʃ     | Zvuková ukázka                  |
| שׁ | š                        | ʃ     | Zvuková ukázka                  |
| תּ | t                        | t     | Zvuková ukázka                  |
| ת | t                        | t     | Zvuková ukázka                  |

## Vokály
Samaritánská výslovnost původně neznala tiberiadský systém vokálů užívaný v biblické a moderní hebrejštině.
| Výslovnost vokálů v samaritánské hebrejštině po najetí kurzorem na znak IPA se objeví jeho definice, po kliknutí na ikonku reproduktoru jeho zvuková ukázka |             |                          |                                 |
| jméno vokálu | znak vokálu | Samaritánská hebrejština | Samaritánská hebrejština        |
| ševa nach | ְ            | nevyskytuje se           |                                 |
| ševa na | ְ            | nevyskytuje se           |                                 |
| chatef segol | ֱ            | nevyskytuje se           |                                 |
| chatef patach | ֲ            | nevyskytuje se           |                                 |
| chatef kamec | ֳ            | a                        | Zvuková ukázka                  |
| chirek | ִ            | i, e nebo ə              | , nebo                          |
| chirek male | י ִ          | i                        | Zvuková ukázka                  |
| cere | ֵ            | e                        | Zvuková ukázka                  |
| cere male | י ֵ          | e                        | Zvuková ukázka                  |
| segol | ֶ            | e                        | Zvuková ukázka                  |
| patach | ַ            | a                        | Zvuková ukázka                  |
| kamec | ָ            | a                        | Zvuková ukázka                  |
| cholem | ׂ            | o, u                     | Zvuková ukázka · Zvuková ukázka |
| cholem male | וֹ           | o, u                     | Zvuková ukázka · Zvuková ukázka |
| kibuc | ֻ            | o, u                     | Zvuková ukázka · Zvuková ukázka |
| šurek | וּ           | o, u                     | Zvuková ukázka · Zvuková ukázka |